# Samar
Samar (poznat i kao: Isla han Samar, Pulo ng Samar, Isla san Samar) je otok u arhipelagu Visayas, u središnjim Filipinima. Otok je podijeljen u tri provincije: Samar, Sjeverni Samar i Istočni Samar. Ove tri provincije, zajedno s obližnjim otocima Leyte i Biliran čine regiju Istočni Visayas. Treći je najveći otok u Filipinima, nakon Luzona i Mindanaa.
Samar je najistočniji otok u Visayasu. Od Leytea je odvojen tjesnacem San Juanico, koji na najužem mjestu širok samo oko dva kilometra. Ovaj tjesnac premošćuje most San Juanico. Samar leži jugoistočno od Bicol poluotoka na Luzon. Na jugu je zaljev Leyte, mjesto velike bitke pomorske bitke u Drugom svjetskom ratu vođenje između Japana s jedne te SAD-a i Australije s druge strane.

## Vanjske poveznice
|  | Zajednički poslužitelj ima još gradiva o temi Samar |